# Рачёв, Евгений Михайлович
Евгений Михайлович Рачёв (8 февраля 1906 — 2 июля 1997) — советский художник-анималист, график, иллюстратор, народный художник РСФСР (1963).

## Биография
Родился в Томске. Детство провёл в Сибири в семье деда. После окончания гражданской войны, пробрался сквозь всю страну на юг в Новороссийск. Работал в порту грузчиком.
В 1928 году с отличием окончил Кубанский художественно-педагогический техникум, затем недолго учился в Киеве в художественном институте, с 1930 года начал сотрудничать в различных издательствах в качестве художника-иллюстратора. Его книжные иллюстрации были замечены, и Е. Рачёв был приглашен на работу в Москву в созданном в 1932 году первом государственном издательстве книг для детей — Детгиз.
Участник Великой Отечественной войны с октября 1941 до 1945 года. Войну начал в ополчении под Москвой. В 1945 был командирован из армии для праздничного оформления Москвы вместе с другими художниками.
В 1960-х годах, после создания издательства «Детский мир» (с 1963 года — «Малыш»), стал главным художником и почти 20 лет проработал в нём.
Умер 2 июля 1997 года. Похоронен на Калитниковском кладбище в Москве.

## Творчество
Ведущая тема творчества Е. Рачёва — иллюстрации русских, украинских, башкирских, белорусских, болгарских, северных народных сказок, басен, сказок классиков русской и мировой литературы. Кроме того, автор иллюстраций многих сборников рассказов и сказок о природе и животных, авторами которых были В. В. Бианки, М. М. Пришвин, П. Н. Барто, Д. Н. Мамин-Сибиряк, В. М. Гаршин, О. Д. Иваненко и другие.
Среди иллюстрированных им книг басен и сатирических сказок, написанные И. А. Крыловым, М. Е. Салтыковым-Щедриным, Л. Н. Толстым, Р. Помбо, И. Я. Франко, С. В. Михалковым, М. А. Булатовым.
Из всего многообразия сказочных сюжетов и басен выбирал те, которые были ближе ему как художнику-анималисту, в которых главными, а иногда единственными героями выступают животные.
Стремясь к психологической выразительности и социальной заострённости образов, художник использовал тонко подмеченные им природные качества, повадки и привычки животных, вводил в свои иллюстрации костюм, обстановку, предметы обихода.

## Награды
- Серебряная медаль АХ СССР за иллюстрации к басням И. А. Крылова (1961).
- Государственная премия РСФСР имени Н. К. Крупской (1973) — за иллюстрации и оформление книг для детей и юношества: «Терем-Теремок», «Басни» И. А. Крылова, «Басни» С. В. Михалкова.
- Почётный диплом Международного Совета по детской и юношеской литературе ЮНЕСКО (IBBY), который присуждает Международную премию имени Ханса Кристиана Андерсена за иллюстрации к книге украинских народных сказок «Колосок» (1986).
- Награда зрительских симпатий — «Золотой ключик» за многолетнюю работу (1996).